# Takahiro Ōgihara
Takahiro Ōgihara (jap. 扇原 貴宏, Ōgihara Takahiro; * 5. Oktober 1991 in der Präfektur Osaka) ist ein japanischer Fußballspieler.

## Karriere

### Verein
Takahiro Ōgihara erlernte das Fußballspielen in Jugendmannschaft von Cerezo Osaka. Hier unterschrieb er 2010 auch seinen ersten Profivertrag. Der Verein aus Osaka spielte in der ersten japanischen Liga, der J1 League. Bis Mitte 2016 absolvierte er für Osaka 140 Erstligaspiele. Mitte 2016 wechselte er zum Ligakonkurrenten Nagoya Grampus. Am Ende der Saison musste der Verein aus Nagoya in  die zweite Liga absteigen. Nach dem Abstieg verließ er Nagoya und wechselte Anfang 2017 zum Erstligisten Yokohama F. Marinos nach Yokohama. Mit dem Verein wurde er 2019 japanischer Meister. Nach 144 Ligaspielen wechselte er im Januar 2022 zum ebenfalls in der ersten Liga spielenden Vissel Kōbe. Am Ende der Saison 2023 feierte er mit dem Verein aus Kōbe die japanische Meisterschaft. Am 24. November 2024 stand er mit Vissel Kōbe im Endspiel des Kaiserpokals. Gegen Gamba Osaka gewann man durch das Tor von Taisei Miyashiro mit 1:0. Am Ende der Saison 2024 feierte er mit Vissel seine japanische Meisterschaft.

### Nationalmannschaft
2013 debütierte Ōgihara für die japanische Fußballnationalmannschaft. Mit der japanischen Nationalmannschaft qualifizierte er sich für die Olympischen Spiele 2012.

## Erfolge
Yokohama F. Marinos
- Japanischer Meister: 2019

Vissel Kōbe
- Japanischer Meister: 2023, 2024
- Japanischer Pokalsieger: 2024